# Macchanu

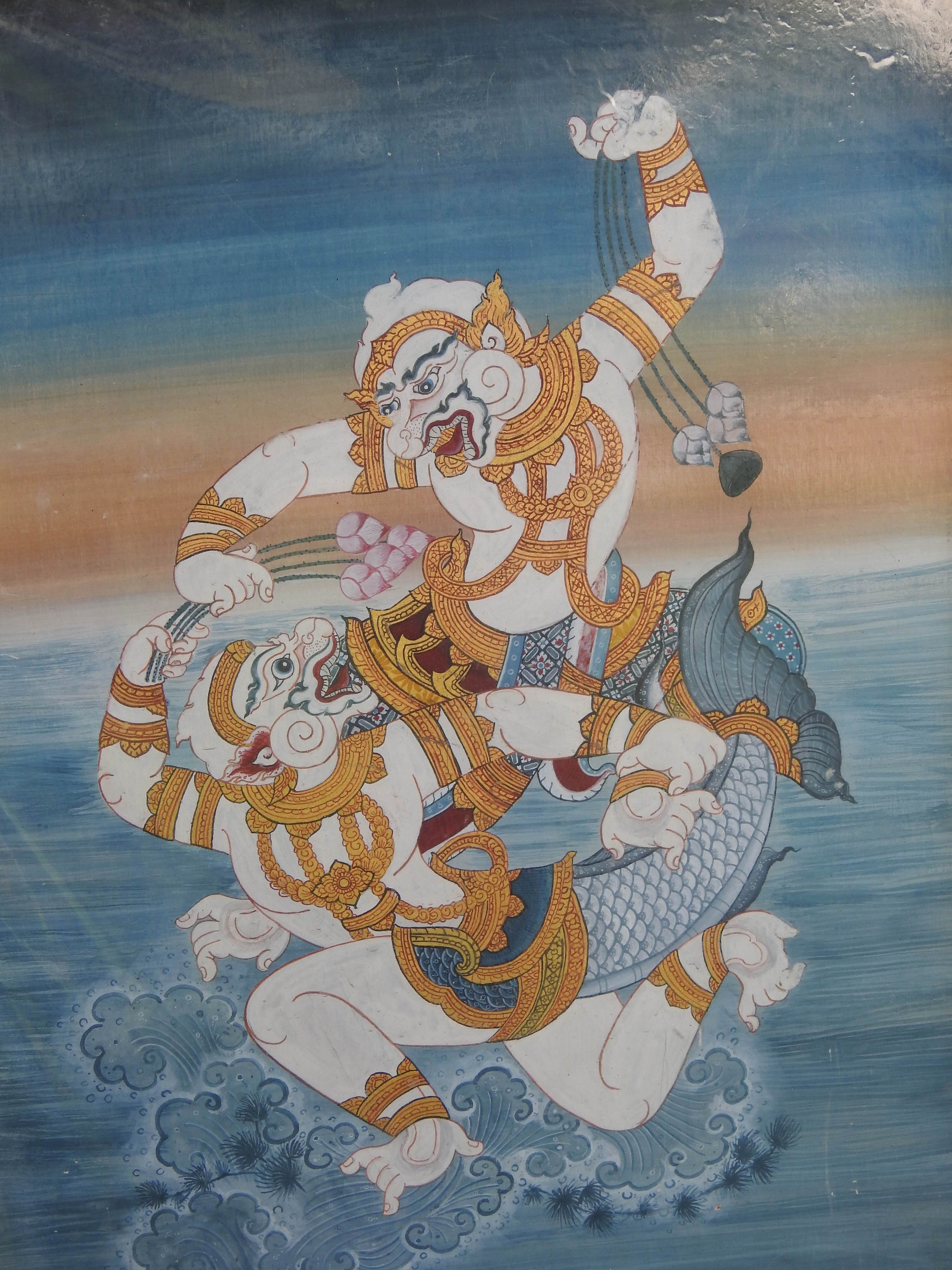
Macchanu y Hanuman.

Macchanu (en camboyano: មច្ឆានុ:  - Mach-chha-nu), (tailandés: มัจฉานุ; RTGS: Matchanu) es un hijo de Hanuman que aparece en las versiones del Ramayana camboyana, tailandesa y otras.
Según estas versiones del Ramayana, durante una de las batallas con el ejército de Ravana, Hanuman se encuentra con un poderoso oponente, que parecía un vánara de la cintura para arriba pero tenía cola de pez. Después de una feroz batalla, cuando Hanuman estaba a punto de golpear a la criatura con sus armas, una estrella dorada que brilla en el cielo, revela a través de un aviso celestial que el enemigo, a quien va a dañar, es su propio hijo nacido por su unión con Suvannamaccha, la sirena hija de Ravana. Hanuman, inmediatamente sostiene sus armas en el aire y el dúo padre-hijo se reconoce.
Otra versión de la historia cuenta que mientras Hanuman seguía a Maiyarab para encontrar a Rama y Laxmana, quienes han sido secuestrados por Maiyarab y llevados a su reino en el inframundo, Hanuman llega a un estanque, donde se encuentra con Macchanu. La pelea entre ellos es indecisa, por lo tanto, Hanuman se sorprende y le pregunta a su oponente, quién es él. Macchanu se presenta como hijo de Hanuman y Suvannamaccha y finalmente se identifican y abrazan. Le dice a Hanuman que Maiyarab es su padre adoptivo, que lo había recogido en la orilla del mar, donde su madre lo había dejado. Aunque, no quiere traicionar a Maiyarab, pero le dice a Hanuman a través de un acertijo que la entrada al inframundo se encuentra dentro del loto en el estanque que él estaba cuidando.